# Potzehne
Potzehne este o comună în Saxonia-Anhalt, Germania